# Міжгірненська сільська рада
Міжгірненська сільська рада (до 1946 року — Чешська сільська рада, Колоніє-Чеська сільська рада) — колишня адміністративно-територіальна одиниця та орган місцевого самоврядування в Дзержинському районі Волинської округи, Вінницької й Житомирської областей Української РСР з адміністративним центром у селі Міжгірне.

## Населені пункти
Сільській раді на час ліквідації були підпорядковані населені пункти:
- с. Міжгірне

## Історія та адміністративний устрій
Створена 27 жовтня 1926 року, як Чешська сільська рада, в колонії Чешська (Колонія Чеська, згодом — Міжгірне) Романівської сільської ради Дзержинського району Волинської округи. Станом на 1 жовтня 1941 року на обліку не перебувала.
7 червня 1946 року, відповідно до указу Президії Верховної ради Української РСР «Про збереження історичних найменувань та уточнення і впорядкування існуючих назв сільрад і населених пунктів Житомирської області», сільську раду перейменовано на Міжгірненську через перейменування її адміністративного центру на с. Міжгірне.
Станом на 1 вересня 1946 року сільська рада входила до складу Дзержинського району Житомирської області, на обліку в раді перебувало с. Міжгірне.
Ліквідована 11 серпня 1954 року, відповідно до указу Президії Верховної ради Української РСР «Про укрупнення сільських рад по Житомирській області», територію ради та с. Міжгірне приєднано до складу Дзержинської селищної ради Дзержинського району Житомирської області.